# Sri Lanka Sevens 2019
Sri Lanka Sevens 2019 – piąta edycja wchodzącego w skład mistrzostw Azji turnieju Sri Lanka Sevens przeznaczonego dla męskich reprezentacji narodowych w rugby 7. Odbyła się w dniach 28–29 września 2019 roku na Colombo Racecourse Ground w Kolombo będąc trzecim turniejem sezonu 2019.

## Informacje ogólne
Rozegrane na Colombo Racecourse Ground zawody były trzecim turniejem sezonu 2019 i wzięło w nich udział osiem reprezentacji. Drużyny rywalizowały w pierwszym dniu systemem kołowym podzielone na dwie czterozespołowe grupy, po czym czwórka najlepszych awansowała do półfinałów, a pozostałe zmierzyły się w walce o Plate. Turniej był transmitowany w Internecie.
W turnieju triumfowali reprezentanci Japonii. Najwięcej punktów i przyłożeń zdobył przedstawiciel triumfatorów, Chihito Matsui.

## Faza grupowa

### Grupa A
| 28 września 201915:42 | Sri Lanka | 24:10 | Korea Południowa | Colombo Racecourse Ground, Kolombo |
| 28 września 201915:42 |           | 24:10 |                  | Colombo Racecourse Ground, Kolombo |

| 28 września 201916:04 | Hongkong | 34:0 | Zjednoczone Emiraty Arabskie | Colombo Racecourse Ground, Kolombo |
| 28 września 201916:04 |          | 34:0 |                              | Colombo Racecourse Ground, Kolombo |

| 28 września 201919:00 | Korea Południowa | 17:24 | Zjednoczone Emiraty Arabskie | Colombo Racecourse Ground, Kolombo |
| 28 września 201919:00 |                  | 17:24 |                              | Colombo Racecourse Ground, Kolombo |

| 28 września 201919:22 | Hongkong | 34:0 | Sri Lanka | Colombo Racecourse Ground, Kolombo |
| 28 września 201919:22 |          | 34:0 |           | Colombo Racecourse Ground, Kolombo |

| 29 września 201912:12 | Sri Lanka | 35:10 | Zjednoczone Emiraty Arabskie | Colombo Racecourse Ground, Kolombo |
| 29 września 201912:12 |           | 35:10 |                              | Colombo Racecourse Ground, Kolombo |

| 29 września 201912:34 | Hongkong | 45:0 | Korea Południowa | Colombo Racecourse Ground, Kolombo |
| 29 września 201912:34 |          | 45:0 |                  | Colombo Racecourse Ground, Kolombo |

### Grupa B
| 28 września 201914:58 | Japonia | 43:0 | Chińskie Tajpej | Colombo Racecourse Ground, Kolombo |
| 28 września 201914:58 |         | 43:0 |                 | Colombo Racecourse Ground, Kolombo |

| 28 września 201915:20 | Chiny | 19:17 | Filipiny | Colombo Racecourse Ground, Kolombo |
| 28 września 201915:20 |       | 19:17 |          | Colombo Racecourse Ground, Kolombo |

| 28 września 201918:16 | Chińskie Tajpej | 7:41 | Filipiny | Colombo Racecourse Ground, Kolombo |
| 28 września 201918:16 |                 | 7:41 |          | Colombo Racecourse Ground, Kolombo |

| 28 września 201918:38 | Chiny | 0:33 | Japonia | Colombo Racecourse Ground, Kolombo |
| 28 września 201918:38 |       | 0:33 |         | Colombo Racecourse Ground, Kolombo |

| 29 września 201911:28 | Japonia | 35:5 | Filipiny | Colombo Racecourse Ground, Kolombo |
| 29 września 201911:28 |         | 35:5 |          | Colombo Racecourse Ground, Kolombo |

| 29 września 201911:50 | Chiny | 40:0 | Chińskie Tajpej | Colombo Racecourse Ground, Kolombo |
| 29 września 201911:50 |       | 40:0 |                 | Colombo Racecourse Ground, Kolombo |

## Faza pucharowa

### Cup
|  |           |           |           |                   |    |         |         |       |
|  | Półfinały | Półfinały | Półfinały |                   |    | Finał   | Finał   | Finał |
|  | Półfinały | Półfinały | Półfinały |                   |    | Finał   | Finał   | Finał |
|  |           |           |           |                   |    |         |         |       |
|  |           |           |           |                   |    |         |         |       |
|  | Sri Lanka | Sri Lanka | 0         |                   |    |         |         |       |
|  | Sri Lanka | Sri Lanka | 0         |                   |    |         |         |       |
|  | Japonia   | Japonia   | 45        |                   |    |         |         |       |
|  | Japonia   | Japonia   | 45        |                   |    | Japonia | Japonia | 17    |
|  |           |           |           |                   |    | Japonia | Japonia | 17    |
|  |           |           | Hongkong  | Hongkong          | 12 |         |         |       |
|  | Chiny     | Chiny     | Hongkong  | Hongkong          | 12 | 19      |         |       |
|  | Chiny     | Chiny     |           |                   |    |         |         |       |
|  | Hongkong  | Hongkong  | 24        |                   |    |         |         |       |
|  | Hongkong  | Hongkong  | 24        | Mecz o 3. miejsce |    |         |         |       |
|  |           |           |           |                   |    |         |         |       |
|  |           |           |           |                   |    |         |         |       |
|  |           |           |           |                   |    |         |         |       |
|  | Sri Lanka | Sri Lanka | 12        |                   |    |         |         |       |
|  | Sri Lanka | Sri Lanka | 12        |                   |    |         |         |       |
|  | Chiny     | Chiny     | 27        |                   |    |         |         |       |
|  | Chiny     | Chiny     | 27        |                   |    |         |         |       |

| 29 września 201915:22 | Sri Lanka | 0:45 | Japonia | Colombo Racecourse Ground, Kolombo |
| 29 września 201915:22 |           | 0:45 |         | Colombo Racecourse Ground, Kolombo |

| 29 września 201915:44 | Chiny | 19:24 | Hongkong | Colombo Racecourse Ground, Kolombo |
| 29 września 201915:44 |       | 19:24 |          | Colombo Racecourse Ground, Kolombo |

| 29 września 201918:50 | Japonia | 17:12 | Hongkong | Colombo Racecourse Ground, Kolombo |
| 29 września 201918:50 |         | 17:12 |          | Colombo Racecourse Ground, Kolombo |

| 29 września 201917:56 | Sri Lanka | 12:27 | Chiny | Colombo Racecourse Ground, Kolombo |
| 29 września 201917:56 |           | 12:27 |       | Colombo Racecourse Ground, Kolombo |

### Plate
|  |                              |                              |                              |                              |    |          |          |       |
|  | Półfinały                    | Półfinały                    | Półfinały                    |                              |    | Finał    | Finał    | Finał |
|  | Półfinały                    | Półfinały                    | Półfinały                    |                              |    | Finał    | Finał    | Finał |
|  |                              |                              |                              |                              |    |          |          |       |
|  |                              |                              |                              |                              |    |          |          |       |
|  | Korea Południowa             | Korea Południowa             | 12                           |                              |    |          |          |       |
|  | Korea Południowa             | Korea Południowa             | 12                           |                              |    |          |          |       |
|  | Filipiny                     | Filipiny                     | 22                           |                              |    |          |          |       |
|  | Filipiny                     | Filipiny                     | 22                           |                              |    | Filipiny | Filipiny | 19    |
|  |                              |                              |                              |                              |    | Filipiny | Filipiny | 19    |
|  |                              |                              | Zjednoczone Emiraty Arabskie | Zjednoczone Emiraty Arabskie | 14 |          |          |       |
|  | Chińskie Tajpej              | Chińskie Tajpej              | Zjednoczone Emiraty Arabskie | Zjednoczone Emiraty Arabskie | 14 | 0        |          |       |
|  | Chińskie Tajpej              | Chińskie Tajpej              |                              |                              |    |          |          |       |
|  | Zjednoczone Emiraty Arabskie | Zjednoczone Emiraty Arabskie | 38                           |                              |    |          |          |       |
|  | Zjednoczone Emiraty Arabskie | Zjednoczone Emiraty Arabskie | 38                           | Mecz o 3. miejsce            |    |          |          |       |
|  |                              |                              |                              |                              |    |          |          |       |
|  |                              |                              |                              |                              |    |          |          |       |
|  |                              |                              |                              |                              |    |          |          |       |
|  | Korea Południowa             | Korea Południowa             | 12                           |                              |    |          |          |       |
|  | Korea Południowa             | Korea Południowa             | 12                           |                              |    |          |          |       |
|  | Chińskie Tajpej              | Chińskie Tajpej              | 19                           |                              |    |          |          |       |
|  | Chińskie Tajpej              | Chińskie Tajpej              | 19                           |                              |    |          |          |       |

| 29 września 201914:24 | Korea Południowa | 12:22 | Filipiny | Colombo Racecourse Ground, Kolombo |
| 29 września 201914:24 |                  | 12:22 |          | Colombo Racecourse Ground, Kolombo |

| 29 września 201914:46 | Chińskie Tajpej | 0:38 | Zjednoczone Emiraty Arabskie | Colombo Racecourse Ground, Kolombo |
| 29 września 201914:46 |                 | 0:38 |                              | Colombo Racecourse Ground, Kolombo |

| 29 września 201917:12 | Filipiny | 19:14 | Zjednoczone Emiraty Arabskie | Colombo Racecourse Ground, Kolombo |
| 29 września 201917:12 |          | 19:14 |                              | Colombo Racecourse Ground, Kolombo |

| 29 września 201916:50 | Korea Południowa | 12:19 | Chińskie Tajpej | Colombo Racecourse Ground, Kolombo |
| 29 września 201916:50 |                  | 12:19 |                 | Colombo Racecourse Ground, Kolombo |

## Klasyfikacja końcowa
| Miejsce | Reprezentacja                | Punkty |
| ------- | ---------------------------- | ------ |
| 1       | Japonia                      | 12     |
| 2       | Hongkong                     | 10     |
| 3       | Chiny                        | 8      |
| 4       | Sri Lanka                    | 7      |
| 5       | Filipiny                     | 5      |
| 6       | Zjednoczone Emiraty Arabskie | 4      |
| 7       | Chińskie Tajpej              | 2      |
| 8       | Korea Południowa             | 1      |